# Guiomar Carrillo
Guiomar Carrillo (Toledo, 1504 - Novés, 1546) fue el primer amor del poeta Garcilaso de la Vega.

## Historia
Era hija del regidor toledano Fernando de Ribadeneira (de la familia de los Díaz de Ribadeneira, mariscales de Castilla y señores de Caudilla) y de Teresa Carrillo. Tuvo relación amorosa con Garcilaso, de la cual nació Lorenzo Suárez de Figueroa. Además de este hijo, siguiendo ella soltera, tuvo otras dos hijas: María de Jesús y de Guzmán y María Ponce de León. Esta última, probable hija de Fernando Álvarez Ponce de León, aspirante al condado de Arcos.
Guiomar falleció muy posiblemente en Novés en 1546.